# マルク＝アン＝バルール
マルク＝アン＝バルールまたはマルカン＝バルール （Marcq-en-Barœul）は、フランス、オー＝ド＝フランス地域圏、ノール県の都市。

## 地理
リール北部にあるマルク＝アン＝バルールは、マルク川（fr:Le Marque）が交差する。マルク（Marcq）の名は川の名である他、辺境や境界を意味する。しかしこの意味は互換性がない。国境の概念は当時低かったからである。バルールは現在もリール近郊で見られる地名である。

## 歴史
マルク＝アン＝バルールは、ケルト系のアトレバテス族とメナピ族の定住地の境界にあたる、人気もまばらな地であった。ガイウス・ユリウス・カエサルによるガリア征服後、ガロ＝ローマ時代にヴィッラがあったことがわかっている（1965年に発掘された）。
中世のマルク＝アン＝バルールは、カロリング朝期の王たちの狩猟地であった。
フランス革命や普仏戦争は、およそ2700人ほどのコミューンに影響をさほど与えなかった。
2つの世界大戦はノール県のコミューンを打ちのめしたが、産業のため戦間期や戦後のマルク＝アン＝バルール経済や人口は1970年代に不況となるまで成長した。

## 経済
1500社以上の企業があり、その約8割が通信業、銀行業、コンピューターなどサービス業が占める。ラデュレの本社機能も置かれている。

## 姉妹都市
- イーリング、イギリス
- エル・モンテ、アメリカ合衆国
- グラドベック、ドイツ
- ポッジボンシ、イタリア